# Jefferson County (Montana)
Jefferson County ist ein County im Bundesstaat Montana der Vereinigten Staaten. Der Sitz der Countyverwaltung (County Seat) befindet sich in Boulder. Benannt ist das County nach dem ehemaligen Präsidenten Thomas Jefferson.

## Geographie
Das County liegt im mittleren Südwesten von Montana, ist im Süden und Westen jeweils rund 70 km von Idaho entfernt und grenzt im Uhrzeigersinn an die Countys: Lewis and Clark County, Broadwater County, Gallatin County, Madison County, Silver Bow County, Deer Lodge County und Powell County.

## Geschichte
Sieben Bauwerke und Stätten des Countys sind im National Register of Historic Places eingetragen (Stand 8. Februar 2018).

## Demografische Daten

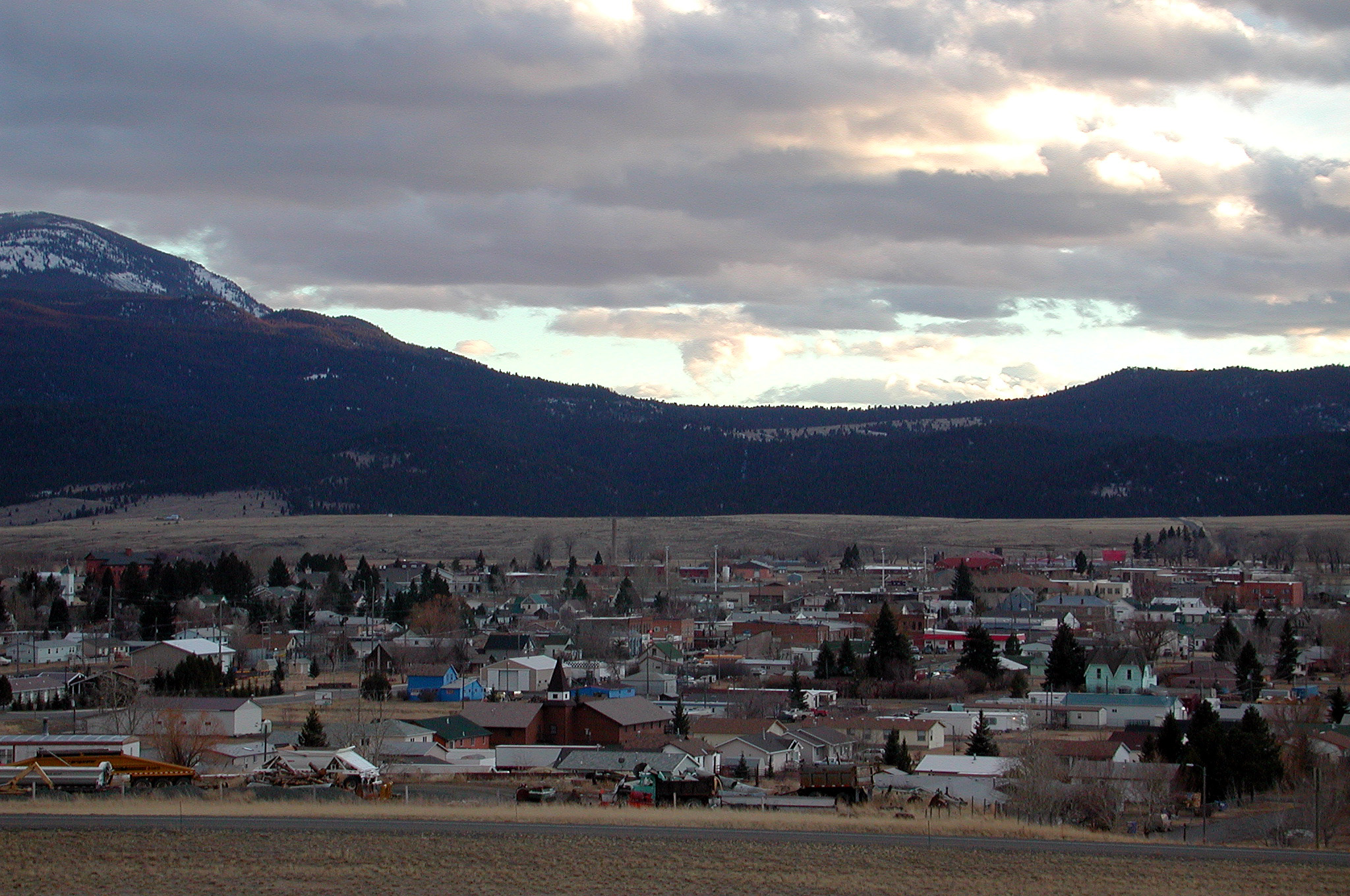
Blick über Boulder, von der Interstate 15 gesehen

Nach der Volkszählung im Jahr 2000 lebten im County 10.049 Menschen. Es gab 3.747 Haushalte und 2.847 Familien. Die Bevölkerungsdichte betrug 2 Einwohner pro Quadratkilometer. Ethnisch betrachtet setzte sich die Bevölkerung zusammen aus 96,07 % Weißen, 0,14 % Afroamerikanern, 1,26 % amerikanischen Ureinwohnern, 0,42 % Asiaten, 0,07 % Bewohnern aus dem pazifischen Inselraum und 0,38 % aus anderen ethnischen Gruppen; 1,66 % stammten von zwei oder mehr ethnischen Gruppen ab. 1,48 % der Bevölkerung waren spanischer oder lateinamerikanischer Abstammung.
Von den 3.747 Haushalten hatten 35,60 % Kinder und Jugendliche unter 18 Jahre, die bei ihnen lebten. 67,10 % waren verheiratete, zusammenlebende Paare, 5,90 % waren allein erziehende Mütter. 24,00 % waren keine Familien. 20,20 % waren Singlehaushalte und in 7,30 % lebten Menschen im Alter von 65 Jahren oder darüber. Die Durchschnittshaushaltsgröße betrug 2,62 und die durchschnittliche Familiengröße lag bei 3,03 Personen.
Auf das gesamte County bezogen setzte sich die Bevölkerung zusammen aus 27,80 % Einwohnern unter 18 Jahren, 5,20 % zwischen 18 und 24 Jahren, 26,80 % zwischen 25 und 44 Jahren, 29,90 % zwischen 45 und 64 Jahren und 10,30 % waren 65 Jahre alt oder darüber. Das Durchschnittsalter betrug 40 Jahre. Auf 100 weibliche Personen kamen 100,80 männliche Personen, auf 100 Frauen im Alter ab 18 Jahren kamen statistisch 100,40 Männer.

Das jährliche Durchschnittseinkommen eines Haushalts betrug 41.506 USD, das Durchschnittseinkommen der Familien betrug 48.912 USD. Männer hatten ein Durchschnittseinkommen von 34.753 USD, Frauen 25.011 USD. Das Prokopfeinkommen betrug 18.250 USD. 9,00 % der Bevölkerung und 6,70 % der Familien lebten unterhalb der Armutsgrenze. 10,40 % davon waren unter 18 Jahre und 9,60 % waren 65 Jahre oder älter.

## Orte im Jefferson County
Towns
| - Boulder - Whitehall |

Census-designated places (CDP)
| - Alhambra - Basin - Cardwell - Clancy - Elkhorn - Jefferson City - Montana City - Rader Creek - South Hills |

Unincorporated Communitys
| - Comet - Corbin - Donald - Wickes |